# Bienvenue Mr Marshall
Pour plus de détails, voir Fiche technique et Distribution.
Bienvenue monsieur Marshall (titre original : ¡Bienvenido Mister Marshall!) est un film espagnol réalisé par Luis Garcia Berlanga, sorti en 1953, qui raconte sur le ton d'une comédie ironique, ayant aussi valeur de charge contre les États-Unis, l'Espagne des années 1950 dans l'attente vaine de la modernité et du développement, apportés par l'Amérique du plan Marshall.

## Synopsis
Le petit village castillan de Vilar del rio (Ne pas confondre avec Vilar del campo sous peine de vexer les habitants !) se prépare à recevoir une commission administrative de hauts fonctionnaires américains venus en Espagne pour faciliter une aide économique au pays.
Passe alors par là une danseuse de flamenco (Lolita Sevilla) originaire d’Andalousie et son imprésario, le très madré Manolo (Manolo Moran), qui réussissent à convaincre le maire (José Isbert) qu'il faut d'urgence entreprendre un « relooking » du village pour attirer l'attention des plénipotentiaires américains, au premier rang desquels le général Marshall , vu, ou plutôt rêvé, comme un dispensateur des fabuleux bienfaits de la civilisation américaine, incarnation moderne des trois rois Mages ou du Père Noël.
Aussitôt, tous les habitants cassent leur tirelire pour déguiser leur modeste village des environs de Madrid (il s'agit en fait de Guadalix de la Sierra où de nos jours une plaque commémore le tournage) en village andalou d'opérette. L'institutrice Eloisa (Elvira Quintila) fait preuve en la circonstance d'un activisme  très remuant, et finalement, la veille du jour J tous les habitants du village sont affublés de costumes andalous.
Lors de la nuit qui précède la venue des VIP venus d'Outre-Atlantique, les rêves des habitants sont autant de stéréotypes hilarants sur les États-Unis : Le modeste paysan rêve qu'un B-29 lui parachute un tracteur perfectionné Made in USA.  Le curé pense voir le Diable tentateur dans les vamps hollywodiennes court vêtues. Tel villageois craint le Ku Klux Klan , tel autre, qui a exprimé des réserves  sur le chamboulement auquel le village est soumis s'imagine qu'on le traduit devant la Commission des activités anti-américaines du sénateur Mac Carthy ...quant au maire, il se rêve en Shériff archétypique, avec colts à la ceinture et chapeau Stetson.
Au jour J les habitants de Vilar del rio seront cruellement déçus....quelques grosses limousines américaines escortées par un peloton de motocyclistes chevauchant des Harley Davidson  traversent en trombe le village et disparaissent à l'horizon dans un nuage de poussière....laissant les habitants avec un monceau de dettes à payer et pas l'ombre d'un subside de l'Oncle Sam....ce qui, commente philosophiquement le narrateur (Fernando Rey), ne les empêchera pas de continuer à rêver à une manne tombée du ciel.
À l'origine simple projet de film musical servant de véhicule sur mesure pour la chanteuse de flamenco Lolita Sevilla, le film fut transformé en une satire douce amère de la société espagnole des années 50 par le réalisateur Luis Garcia Berlanga et le scénariste Juan Antonio Bardem. Étonnamment, la très sourcilleuse censure franquiste laissa le film sortir en salles.
Il est passé à la postérité dans le domaine hispanique comme une dénonciation des illusions créées par les projets chimériques qui s'avèrent finalement coûteux et inutiles, ceux qu'on nomme ailleurs les Éléphants blancs .

## Fiche technique
- Titre : Bienvenue monsieur Marshall
- Titre original : ¡Bienvenido Mister Marshall!
- Réalisation : Luis García Berlanga
- Assistant réalisateur : Ricardo Muñoz Suay
- Société de production : Unión Industrial Cinematográfica (UNINCI)
- Producteur : J.C. Valencia
- Directeur de production : Vicente Sempere
- Scénario : Luis García Berlanga, Juan Antonio Bardem, Miguel Mihura
- Directeur de la photographie : Manuel Berenguer
- Cameraman : Eloy Mella
- Photographe de plateau : Miguel Guzman
- Musique originale :  Jesús García Leoz
- Montage : Pepita Orduña, assistée d'Alicia Castillo
- Décors : Francisco Canet, Francisco Rodriguez Asensio
- Costumes : Eduardo de la Torre
- Ingénieur du son : Antonio Alonso, assisté de Lorenzo Lainez
- Sociétés de distribution :
  -  Espagne : Edici, Cicosa et Mercurio Films (1953)
  -  France : Sonofilm
- Pays de production :  Espagne
- Format : Noir et blanc - 1,37:1 - 35 mm
- Durée : 78 minutes
- Genre : comédie
- Dates de sortie : 
  - Espagne : 4 avril 1953 ( Madrid) et 29 avril 1953
  - France : 17 juillet 1953
- Affiche : Duccio Marvasi (France)

## Distribution
- José Isbert : don Pablo, le maire de Villar del Rio
- Fernando Rey : le narrateur
- Lolita Sevilla : Carmen Vargas
- Alberto Romea : Don Luis
- Manolo Morán : Manolo, l'impresario de la danseuse
- Luis Pérez de León : Don Cosme, le curé
- Elvira Quintillá : Señorita Eloísa, l'institutrice
- Félix Fernández : Don Emiliano, le médecin
- Nicolás Perchicot : Simon, le pharmacien
- Joaquín Roa : Julian, le crieur
- Fernando Aguirre : Geronimo, le secrétaire de mairie
- José Franco : le délégué général
- Rafael Alonso : l'envoyé
- José Maria Rodriguez : José
- Elisa Méndez : Doña Raquel
- Matilde López Roldán : Doña Matilde
- José Albuquerque : Florentino
- Manuel Alexandre : un secrétaire

## Distinctions
- Mention spéciale pour le scénario au Festival de Cannes 1953.[réf. nécessaire]
- Prix international du film de la bonne humeur, décerné par Jean Cocteau en 1953 à Cannes[1].